# Jason Davis
Pour les articles homonymes, voir Jason Davis (homonymie) et Davis.
(en) Statistiques sur pro-football-reference
(en) Statistiques sur statscrew
Jason Sidney Arthur Davis (né le 2 novembre 1983 à Saint-Louis) est un joueur américain de football américain.

## Enfance
Davis étudie à la Lindbergh High School de sa ville natale de Saint-Louis où il joue durant quatre ans dans l'équipe de football américain. Le lycée remportera son premier titre de champion de district avec Davis dans son équipe. Il joue aussi dans l'équipe de basket-ball et d'athlétisme où il sera champion du Missouri sur le relais 4 fois 100 mètres.

## Carrière

### Université
Il entre à l'université de l'Illinois où il intègre l'équipe de football américain des Fighting Illini. Il devient fullback titulaire en 2004 et reçoit quarante-et-une passes pour 340 yards et deux touchdowns et va parcourir 230 yards à la course et un touchdown.

### Professionnel
Jason Davis n'est sélectionné par aucune équipe lors du draft de la NFL de 2006. Il signe comme agent libre non drafté avec les Eagles de Philadelphie avec qui il reste deux saisons sans jouer. Après la saison 2007, il est libéré et signe avec les Bears de Chicago où il ne joue pas avant de signer avec les Raiders d'Oakland où il joue son premier match professionnel. Il revient lors de cette saison chez les Bears et joue cinq matchs dont trois comme titulaire en 2008. Il est libéré peu de temps après.
Le 6 septembre 2009, il signe avec les Jets de New York mais il n'y reste pas longtemps et signe avec les Browns de Cleveland avec qui il entre au cours de deux matchs.
Il revient chez les Jets dès la saison achevé et participe au camp d'entraînement 2010. Il apparaît dans le documentaire de HBO intitulé Hard Knocks, qui suit le camp d'entraînement de New York pendant toute sa durée. Il est montré en concurrence pour le poste de fullback avec Tony Richardson et John Conner. Néanmoins, il perd ce pari et est libéré le 3 septembre 2010.
Après ce nouvel échec, il se tourne vers l'United Football League et signe avec les Colonials de Hartford, passant la saison 2010 dans cette ligue. La saison suivante, il n'est pas conservé et joue pour les Destroyers de la Virginie, avec qui il remporte le championnat UFL 2011.

## Palmarès
- Champion universitaire du Missouri du relais 4 fois 100 mètres 2000
- Champion UFL 2011